# South El Monte
South El Monte – miasto w Stanach Zjednoczonych, w stanie Kalifornia, w hrabstwie Los Angeles. W 2010 zamieszkiwało je 20 116 osób. Miasto leży na wysokości 76 metrów n.p.m. i zajmuje powierzchnię 7,378 km².
Prawa miejskie uzyskało 30 lipca 1958.